# FK AGMK
Actualités
Le FK AGMK (en ouzbek : OKMK futbol klubi), est un club ouzbek de football fondé en 2004 et basé dans la ville d'Almalyk.
Il joue dans la 1re division du Championnat d'Ouzbékistan.

## Histoire
Le club est fondé en 2004 par son propriétaire la société minière et métallurgique d'Almalyk. L'abréviation AGMK provient du nom russe de la compagnie, Алмалыкский горно-металлургический комбинат / Almalykskiy gorno-mettalurgichesky kombinat.
En 2007, le club termine 14e de la deuxième division mais demande d'accéder à la première division, comme deux clubs de 1re division déclarent forfait, la demande est acceptée. Le club joue la saison 2008 dans l'élite du pays et atteint la demi-finale de la Coupe d'Ouzbékistan. En 2009, le club est renommé FK Olmaliq (ou FK Almalyk). 
Avant la saison 2018, le club se renomme de nouveau FK AGMK. Cette année le club remporte la Coupe d'Ouzbékistan. Les deux saisons suivantes le FK AGMK sera finaliste de la Coupe perdant à chaque fois contre le Pakhtakor Tachkent.
En 2019, le club participe à la Ligue des champions de l'AFC 2019 mais sera éliminé au troisième tour, en 2020 le club termine à la troisième place du championnat et profite du bannissement en compétition continentale du vice-champion, Nasaf Qarshi, pour prendre sa place en Ligue des champions de l'AFC 2021, cette fois-ci AGMK se qualifie pour la phase de poules, mais terminera dernier de sa poule. 

## Palmarès
| Compétitions nationales                                                     |
| --------------------------------------------------------------------------- |
| - Coupe d'Ouzbékistan (1) : - Vainqueur : 2018. - Finaliste : 2019 et 2020. |